# Bazylika Czterech Świętych Ukoronowanych
Bazylika Czterech Świętych Ukoronowanych (łac. Ad Ss. Quatuor Coronatos, wł. Basilica dei Santi Quattro Coronati) – kościół tytularny w Rzymie.
Świątynia ta jest kościołem rektoralnym parafii Najświętszego Zbawiciela, św. Jana Chrzciciela i św. Jana Ewangelisty na Lateranie oraz kościołem tytularnym, mającym również rangę bazyliki mniejszej. Jest też kościołem stacyjnym z czwartego poniedziałku Wielkiego Postu.

## Lokalizacja
Bazylika znajduje się w XIX Rione Rzymu – Celio przy Piazza dei Santi Quattro Coronati 20. Położona pomiędzy Koloseum a bazyliką św. Jana na Lateranie.

## Patroni
Bazylika upamiętnia czterech żołnierzy i pięciu rzeźbiarzy, którzy nie chcieli wyrzec się religii chrześcijańskiej i odmówili złożenia ofiary bogu sztuki lekarskiej Asklepiosowi. Z tego powodu zostali skazani na śmierć przez cesarza Dioklecjana.
Śmierć męczenników przedstawiona została na XVII-wiecznym fresku znajdującym się w apsydzie kościoła.

## Historia
Pierwszy kościół zbudowany został w IV lub V wieku. Pierwszą renowację przeprowadził papież Leon IV w IX wieku. Zniszczony podczas najazdu normańskiego w XI wieku został odbudowany przez papieża Paschalisa II na początku XII wieku – konsekrowany 20 stycznia 1116. Odbudowany kościół był mniejszy od poprzednika – m.in. pierwsze cztery przęsła dawnej bazyliki przekształcono w dziedziniec, a nawy boczne zabudowano i przekształcono w pomieszczenia mieszkalne klasztoru i pałacu kardynała W XIII wieku pałac kardynała został przekształcony w twierdzę, również bazylika została ufortyfikowana. W latach 1912–1914 bazylika została odnowiona, prace nadzorował Antonio Muñoz.

## Architektura i sztuka
Przed bazyliką znajdują się dwa dziedzińce: pierwszy, będący atrium bazyliki z czasów Leona IV i drugi, powstały podczas odbudowy bazyliki za Paschalisa II w miejscu końca nawy.
Bazylika jest trzynawowa, z transeptem i apsydą. Apsyda jest nieproporcjonalnie duża w stosunku do pozostałej części kościoła, wiąże się to z faktem, że bazylika została odbudowana mniejsza od wcześniejszej budowli, natomiast sama apsyda pochodzi ze starego kościoła. U góry, wzdłuż naw bocznych ciągną się matronea (galerie dla kobiet). Posadzka cosmatesca została wykonana przez mistrza Pawła w 1084 roku.
Konchę apsydy zdobi fresk Chwały nieba, na którym Trója Święta jest adorowana przez Matkę Bożą, św. Jana Chrzciciela oraz licznych aniołów i świętych. Poniżej freski w dwóch rejestrach (siedem paneli na dole i cztery u góry) przedstawiają sceny z legendy o męczeństwie Czterech Koronowanych Męczenników. Malowidła w apsydzie wykonał w 1630 roku Giovanni da San Giovanni.
Jeden z ołtarzy bocznych poświęcony jest św. Sebastianowi, przechowywana jest tutaj relikwia jego głowy. W ołtarzu znajduje się obraz autorstwa Giovanniego Baglione, przedstawiający święte Irenę i Lucynę opatrujące rany św. Sebastiana.

## Kardynałowie prezbiterzy
Bazylika Czterech Świętych Ukoronowanych jest jednym z kościołów tytularnych nadawanych kardynałom-prezbiterom (Titulus Sanctorum Quattuor Coronatorum).
Pierwszym znanym kardynałem kościoła Ss. IV Coronati był Fortunat, który sygnował dokumenty synodu rzymskiego w 595 roku. Udokumentowana, pełna lista jego następców jest znana dopiero od pontyfikatu Grzegorza VII (1073-85):
- Fortunat (595)
- Teofano (745)
- Konstantyn (761)
- Leon (845–847)
- Leon (853)
- Leonin (869)
- Stefan (882–885)
- Teofilakt (963–964)
- Jan (993)
- Herman de Gavardo (ca.1080–1098)
- Augustyn (1100-ca.1104)
- Benedetto z Terra Maggiore OSB (obediencja Anakleta II ca.1135–1137/38)
  - Arnaud de Via, in commendam (1321-1335)
- Guillaume de Court OCist (1339–1350), in commendam (1350-1361)
- Pierre Itier (1361–1364), in commendam (1364-1367)
- Jean de Dormans (1369–1373)
- Hughes de Montrelais (1375–1378, obediencja awiniońska 1378–ok. 1379, in commendam ok. 1379–1384)
- Demetrius (1378–1387)
- Jean de Neufchatel (obediencja awiniońska 1384–1392), in commendam (1392-1398)
- Francesco Uguccione (1405–1412)
  - Alfonso Carrillo de Albornoz (in commendam 1424–1434)
- Louis de Luxembourg (1440–1443)
- Alfonso Borja (1444–1455)
- Luis Juan del Mila y Borja (1456–1510)
  - Bernardino Lopez de Carvajal (in commendam 1510–1511)
- Lorenzo Pucci (1513–1524, in commendam 1524–1531)
- Antonio Pucci (1531–1541, in commendam 1541–1544)
- Roberto Pucci (1544–1547)
- Henrique de Portugal (1547–1580)
- Giovan Antonio Facchinetti (1584–1591)
- Giovanni Antonio Facchinetti de Nuce młodszy (1592–1606)
- Giovanni Garzia Millini (1608–1627)
- Girolamo Vidoni (1627–1632)
- Francesco Boncompagni (1634–1641)
- Cesare Facchinetti (1643–1671)
- Francesco Albizzi (1671–1680)
- Sebastiano Antonio Tanara (1696–1715)
- Giovanni Patrizi (1716–1727)
- Alessandro Aldobrandini (1731–1734)
- Joaquín Fernández Portocarrero (1743–1747)
- Giovanni Battista Mesmer (1747–1749)
- Carlo Francesco Durini (1754–1769)
- Christoph Anton von Migazzi (1775–1803)
- Lodovico Micara OFMCap (1826–1837)
- Giovanni Soglia Ceroni (1839–1856)
- Antonino Saverio De Luca (1863–1878)
- Américo Ferreira dos Santos Silva (1880–1899)
- Pietro Respighi (1899–1913)
- Giacomo della Chiesa (1914)
- Victoriano Guisasola y Menéndez (1914–1920)
- Karl Joseph Schulte (1921–1941)
- Norman Thomas Gilroy (1946–1977)
- Julijonas Vaivods (1983–1990)
- Roger Mahony (1991-nadal)